# Comicformat
Comicformate unterscheiden die Größe und die Beschaffenheit von Comics.

## Übersicht

### Album
- Größe: meist ca. 21 cm breit, 30 cm hoch (Normalformat, etwa DIN A 4) oder größer, seltener auch kleiner (ab ca. DIN A 5)
- Beschaffenheit: Umschlag fester als der Innenteil, Seiten geklebt oder gebunden
- europäisches Standardformat namentlich für frankobelgische Comics, z. B.: Asterix (Egmont Ehapa), Tim und Struppi (Carlsen), aber auch Clever & Smart (Condor) u. a.

#### Softcover (SC)
- Größe: in der Regel ca. 21 cm breit, 30 cm hoch (etwa DIN A 4)
- Umfang: meist 48, gelegentlich auch 64 Seiten, andere Umfänge sind seltener (herstellungsbedingt muss die Seitenzahl durch 8 bzw. 16 teilbar sein)
- Beschaffenheit: Umschlag flexibler Karton, Seiten geklebt (Zeitschriftenhandel), mitunter auch geklebt mit Fadenbindung (Buchhandelsausgaben)
- Ausgaben für den Zeitschriftenhandel sind im Allgemeinen dünner als für den Buchhandel bestimmte Ausgaben, bedingt durch geringere Papier- und Umschlagstärke

#### Hardcover (HC)
- Größe: mind. ca. 21 cm breit, 30 cm hoch (Normal- oder Standardformat; etwa DIN A 4), seit Anfang der 2000er Jahre zunehmend auch größer (ca. 23 × 33 cm; Überformat)
- Umfang: 48, 56, 64 Seiten und alle anderen Seitenzahlen zwischen 32 und ca. 96, die durch 8 teilbar sind – darüber hinaus spricht man nicht mehr von einem Album, sondern eher von einem Buch
- Beschaffenheit: Umschlag fester Einband aus Karton mit Überzug, Seiten in der Regel gebunden
- Praktisch ausschließlich über den Buch- und Fachhandel vertriebene Ausgaben v. a. europäischer Comics

### Buch
- Größe: beliebig
- Beschaffenheit: Umschlag steif, Seiten geklebt oder gebunden
- z. B.: Asterix Luxusausgabe (Delta)

### Heftformate

#### Großband (Gb.)
- Größe: ca. 16–18 cm breit, 23–26 cm hoch
- Beschaffenheit: Umschlag meist Papier, Seiten meist geklammert, selten geklebt
- z. B.: Micky Maus (Egmont Ehapa), Gespenster Geschichten (Bastei), Mosaik (Steinchen für Steinchen)

#### Großband im Querformat (GbQ.)
- Wie Großband, nur quer

#### Großband mit Überformat (GbÜ.)
- Größe: ca. 21 cm breit, 30 cm hoch (etwa DIN A 4)
- Beschaffenheit: Umschlag Papier, Seiten geklammert
- z. B.: Gespenster Geschichten Spezial (Bastei)

#### Kleinband (Kb.)
- Größe: ca. 15 cm breit, 21,5 cm hoch (etwa DIN A 5)
- Beschaffenheit: Umschlag Papier, Seiten geklammert
- z. B.: Marco Polo (Lehning), Nizar (Kolling)

#### Kolibri
- Größe: ca. 11 cm breit, 15 cm hoch (etwa DIN A 6)
- Beschaffenheit: Umschlag Papier, Seiten geklammert
- entspricht dem japanischen Bunkoban-Format
- z. B.: Jan Maat (Walter Lehning Verlag)

#### Piccolo (Pic.)
- Größe: ca. 17 cm breit, 8 cm hoch
- Beschaffenheit: Umschlag Papier, Seiten geklammert
- z. B.: Akim, Sigurd, Tibor (Walter Lehning Verlag und andere Verlage)

#### Doppelpiccolo
- Wie Piccolo, nur doppelte Höhe

#### US-(Standard-)Format
- Größe: 16,8 cm breit, 26 cm hoch
- Beschaffenheit: Umschlag Papier, Seiten geklammert
- z. B.: Batman (DC Comics), The Amazing Spider-Man (Marvel Comics)

### Taschenbuch (Tb.)
- Größe: ca. 11–15 cm breit, 18–22 cm hoch
- Beschaffenheit: Umschlag fester, Seiten meist geklebt, selten fadengebunden
- z. B.: Lustiges Taschenbuch (Ehapa), Dragon Ball (Carlsen)

### JIS B6 / Ko-B6-ban („Klein-B6“)
- Größe: ca. 11–13 cm breit, 17–18 cm hoch (JIS B6 / Ko-B6-ban)
- Beschaffenheit: Umschlag Papier, Seiten geklebt
- japanisches Standardformat für Manga-Sammelbände (Tankōbon)

### US-Tradepaperback
- Größe: 16,8 cm breit, 26 cm hoch (dem Standardformat von US-Comicheften entsprechend)
- Beschaffenheit: Umschlag fester, Seiten geklebt
- Sammelbände von US-Heftserien

### CD-Booklet-Format
- Größe: 14,2 cm breit, 12,1 cm hoch
- Beschaffenheit: Umschlag Papier, Seiten geklebt

Die Millennium Dome Show wurde vom 1. Januar 2000 bis zum 31. Dezember 2000 999-mal im Millennium Dome in London aufgeführt. Die Story basierte auf dem Comic The Story of OVO des englischen Musikers Peter Gabriel, das in einem CD-Booklet-Format als Beilage zu der CD-Edition OVO The Millennium Show des Soundtrack-Albums OVO veröffentlicht wurde.